# (246) Asporina
(246) Asporina ist ein Asteroid des mittleren Hauptgürtels, der am 6. März 1885 vom französischen Astronomen Alphonse Louis Nicolas Borrelly am Observatoire de Marseille entdeckt wurde.
Der Asteroid wurde benannt nach Asporena, einem Beinamen der Kybele, der Göttermutter, die ihren Tempel auf dem Berge Asporenos unweit von Pergamon in Kleinasien hatte.

## Wissenschaftliche Auswertung
Mit Daten radiometrischer Beobachtungen im Infraroten mit der Infrared Telescope Facility (IRTF) am Mauna-Kea-Observatorium auf Hawaiʻi vom 19. Dezember 1980 wurden für (246) Asporina erstmals Werte für den Durchmesser und die Albedo von 60 km und 0,14 bestimmt. Aus Ergebnissen der IRAS Minor Planet Survey (IMPS) wurden 1992 Angaben zu Durchmesser und Albedo für zahlreiche Asteroiden abgeleitet, darunter auch (246) Asporina, für die damals Werte von 60,1 km bzw. 0,17 erhalten wurden. Eine Auswertung von Beobachtungen durch das Projekt NEOWISE im nahen Infrarot führte 2011 zu vorläufigen Werten für den Durchmesser und die Albedo im sichtbaren Bereich von 55,2 km bzw. 0,21. Nachdem die Werte nach neuen Messungen mit NEOWISE 2012 auf 57,2 km bzw. 0,19 geändert worden waren, wurden sie 2014 auf 50,9 km bzw. 0,31 korrigiert.
Bei spektrophotometrischen Untersuchung von Asteroiden der seltenen Spektralklasse A mit der IRTF am 15. April 1983 konnte festgestellt werden, dass (246) Asporina deutliche Anzeichen einer olivinreichen Oberflächenzusammensetzung aufweist, ohne dass es Hinweise auf Pyroxen oder Plagioklas gab, was darauf schließen ließ, dass das Olivin recht rein sein könnte. Asteroiden mit nahezu reinen Olivinspektren ohne Pyroxenbänder waren bis dahin unbekannt. Eine spektroskopische Untersuchung von 820 Asteroiden zwischen November 1996 und September 2001 am La-Silla-Observatorium in Chile ergab für (246) Asporina eine taxonomische Klassifizierung als A- bzw. L-Typ. Neue Beobachtungen mit der IRTF am 20. Januar 2004 konnten die monomineralische Olivin-Natur von (246) Asporina bestätigen, wobei die Zusammensetzung am ehesten derjenigen von Brachiniten entspricht, obwohl Rumuruti-Chondriten nicht vollständig ausgeschlossen werden konnten.
Photometrische Messungen des Asteroiden fanden erstmals statt vom 30. Juli bis 4. August 1979 am Table Mountain Observatory in Kalifornien. Aus der aufgezeichneten Lichtkurve wurde eine Rotationsperiode von 16,222 h bestimmt. Neue Beobachtungen vom 23. bis 29. April 2009 am Evelyn L. Egan Observatory der Florida Gulf Coast University bestätigten dieses Ergebnis mit einem Wert von 16,234 h.
Die Auswertung der archivierten Lichtkurven und weiterer Daten der Lowell Photometric Database führte in einer Untersuchung von 2016 zur Erstellung eines dreidimensionalen Gestaltmodells für zwei alternative Positionen der Rotationsachse mit retrograder Rotation und einer Periode von 16,2522 h. Im Jahr 2021 wurde aus archivierten Daten und photometrischen Messungen von Gaia DR2 erneut eine Rotationsachse mit retrograder Rotation berechnet. Die Rotationsperiode wurde wieder zu 16,2522 h bestimmt.
Vom 21. November 2020 bis 18. Januar 2021 wurden an verschiedenen spanischen Observatorien wieder photometrische Beobachtungen von (246) Asporina durchgeführt. Aus der Lichtkurve wurde hier eine Rotationsperiode von 16,19 h abgeleitet.
Zwischen 2012 und 2018 wurden mit der All-Sky Automated Survey for Supernovae (ASAS-SN) auch photometrische Daten von 20.000 Asteroiden aufgezeichnet. Auf mehr als 5000 davon konnte erfolgreich die Methode der konvexen Inversion angewendet werden, darunter auch (246) Asporina, für die in einer Untersuchung von 2021 ein verbessertes dreidimensionales Gestaltmodell für eine Rotationsachse mit retrograder Rotation und einer Periode von 16,2523 h berechnet wurde. Aus archivierten Daten des Asteroid Terrestrial-impact Last Alert System (ATLAS) aus dem Zeitraum 2015 bis 2018 konnte in einer Untersuchung von 2022 mit der Methode der konvexen Inversion eine Rotationsperiode von 16,252 h bestimmt werden.